# Liste der Gemeindeverbände in Guadeloupe
Guadeloupe ist ein Überseedépartement (mit der Ordnungsnummer 971) und eine Region Frankreichs. Die 32 Gemeinden haben sich in sechs Gemeindeverbänden organisiert.
Siehe auch: Liste der Gemeinden in Guadeloupe

## Gemeindeverbände

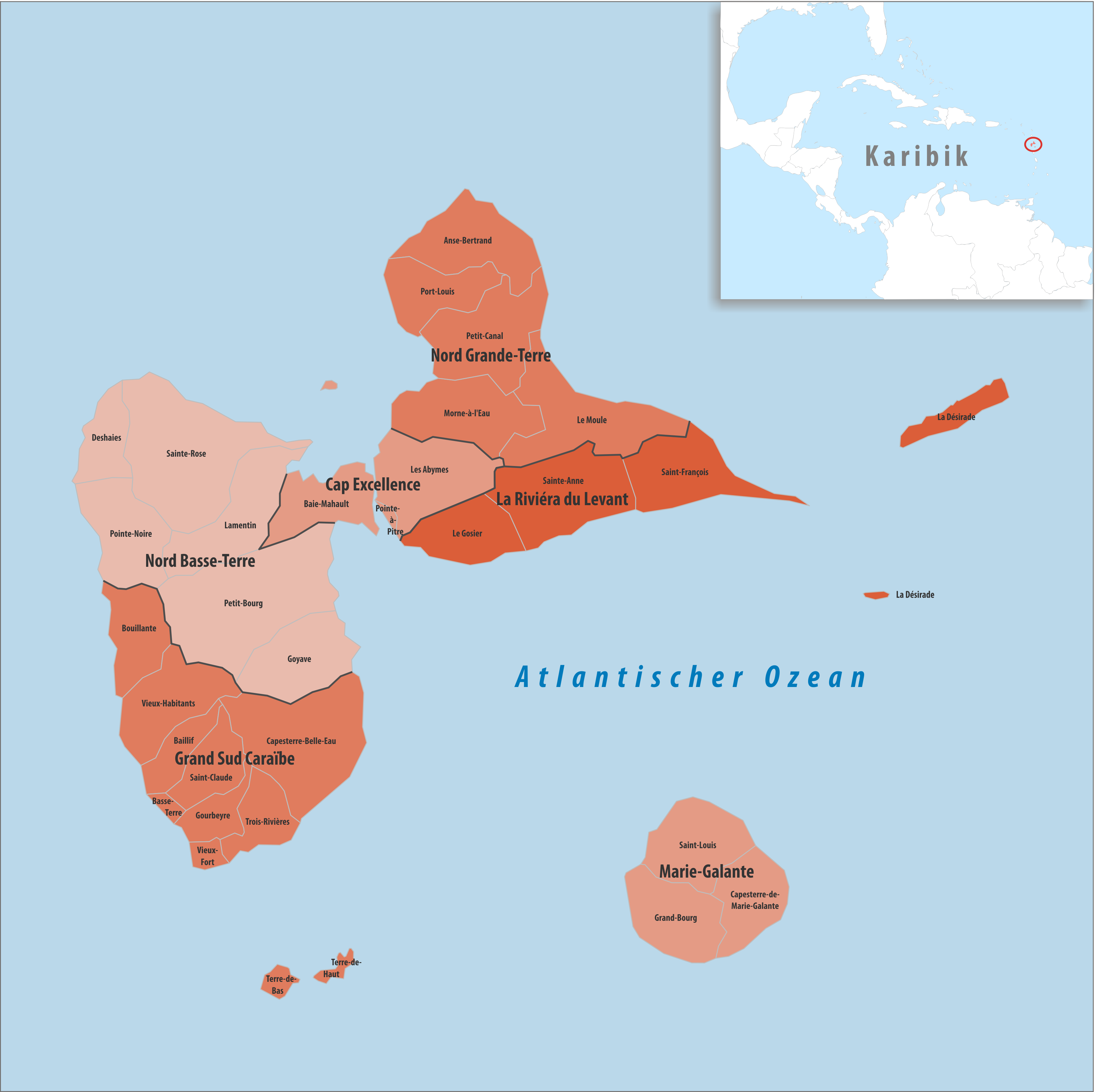
Gemeindeverbände in Guadeloupe

| Gemeindeverband      | Gemeinden im Départ./Verband | Einwohner 1. Januar 2022 | Fläche km² | Dichte Einw./km² | SIREN- Nummer | Rechtsform                 | Gründungsdatum    |
| -------------------- | ---------------------------- | ------------------------ | ---------- | ---------------- | ------------- | -------------------------- | ----------------- |
| Cap Excellence       | 3/3                          | 97.558                   | 129,91     | 751              | 200 018 653   | Communauté d’agglomération | 1. Januar 2009    |
| Grand Sud Caraïbe    | 11/11                        | 75.104                   | 343,50     | 219              | 249 710 070   | Communauté d’agglomération | 30. Dezember 2011 |
| La Riviéra du Levant | 4/4                          | 66.218                   | 207,61     | 319              | 200 041 507   | Communauté d’agglomération | 1. Januar 2014    |
| Marie-Galante        | 3/3                          | 10.422                   | 158,01     | 66               | 249 710 047   | Communauté de communes     | 18. Januar 1994   |
| Nord Basse-Terre     | 6/6                          | 77.475                   | 464,79     | 167              | 249 710 062   | Communauté d’agglomération | 30. Dezember 2010 |
| Nord Grande-Terre    | 5/5                          | 56.792                   | 324,58     | 175              | 200 044 691   | Communauté d’agglomération | 1. Januar 2014    |